# TT10
TT10 (Theban Tomb Nummer 10) ist das Grab des Penbui und des Kasa. Es liegt in der altägyptischen Arbeitersiedlung Deir el-Medina (Theben-West) und datiert in die 19. Dynastie (Neues Reich).
Penbui und Kasa waren durch Heirat verwandt. Beide waren sie Vorarbeiter in Deir el-Medina. Das Grab der beiden ist schon seit dem 19. Jahrhundert bekannt, wurde aber erst 1917 durch Lecomte du Nouy systematisch freigelegt. Die Grabkapelle ist in den Fels gehauen und relativ klein. Sie besteht aus einem Eingangskorridor, der eigentlichen Kapelle und einer Nische an der Rückwand. Die Darstellungen in der Kapelle sind gemalt, jedoch heute nicht mehr gut erhalten. Bemerkenswert ist die Darstellung von König Ramses II., der neben dem Wesir Paser abgebildet ist. Der unterirdische Teil des Grabes besteht aus verschiedenen in den Fels gehauenen Grabkammern. Nur die für Penbui ist ausgemalt worden, doch allein die Decke ist noch gut erhalten.